# 拉克鲁瓦圣旺
拉克鲁瓦圣旺（法語：Lacroix-Saint-Ouen，法語發音：[lakʁwa sɛ̃.t‿wɛ̃]）是法国瓦兹省的一个市镇，位于该省东部，属于贡比涅区。

## 地理
拉克鲁瓦圣旺（49°21'22"N, 2°47'13"E）面积20.83 平方千米，位于法国上法蘭西大區瓦兹省，该省份为法国北部内陆省份，北起索姆省，西接厄尔省和滨海塞纳省，南至塞纳-马恩省和瓦兹河谷省，东临埃纳省。
与拉克鲁瓦圣旺接壤的市镇（或旧市镇、城区）包括：贡比涅、阿尔芒库尔、若镇、勒默、里沃库尔、圣让欧布瓦、圣索沃尔、韦尔伯里。

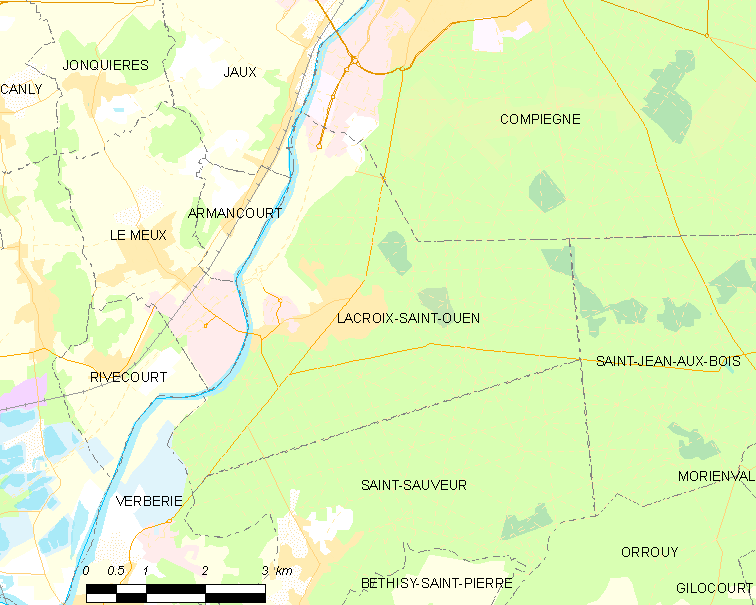
拉克鲁瓦圣旺的OSM定位图

拉克鲁瓦圣旺的时区为UTC+01:00、UTC+02:00（夏令时）。

## 行政
拉克鲁瓦圣旺的邮政编码为60610，INSEE市镇编码为60338。

## 政治
拉克鲁瓦圣旺所属的省级选区为贡比涅第二县。

## 人口

1962-2008年间拉克鲁瓦圣旺人口变化图示

拉克鲁瓦圣旺于2022年1月1日时的人口数量为5175人。